# 이나바 코시
이나바 코시(일본어: 稲葉浩志, 1964년 9월 23일 ~ )는 일본의 보컬리스트, 멀티 악기 연주자, 작곡가이다. 일본에서 가장 많이 팔린 음악 활동인 록 듀오 B'z의 멤버 중 하나이다. 솔로 가수로도 활동하면서 다섯 장의 정규 음반과 다섯 장의 싱글이 일본 음악 차트에서 1위를 차지하기도 했다. 2009년에 발매된 싱글 〈Sahara〉에서 슬래시와 공동 작업을 하기도 했다. 2017년에는 스티비 살라스와 함께 "이나바/살라스"라는 이름으로 콜라보레이션 음반 《CHUBBY GROOVE》를 발매했다.

## 어린 시절
이나바 코시는 오카야마현 쓰야마시에서 태어났다.
1983년 요코하마 국립 대학에 입학했으며 수학교육학을 전공했다. 학생 시절인 1985년에 미스터 크레이지 타이거라는 예명으로 마츠카와 토시야의 음반 《Burning ~Dedication to Randy Rhoads》에 보컬로 참여하며 음반 데뷔를 했다. 1987년에는 단명 밴드를 결성하였으며 같은해 대학에서 졸업했다.

## 같이 보기
- B'z
- 마츠모토 타카히로